# 粉红豹 (2006年电影)
《粉红豹》（英語：The Pink Panther）是2006年美国刑侦题材喜剧片，也是《粉红豹》系列的第十部电影。在片中，雅克·克鲁索探长奉命调查因盗窃粉红豹钻石导致知名足球教练遇害一案。史蒂夫·马丁在片中饰演克鲁索，并与凯文·克莱恩、让·雷诺、艾米莉·莫迪默和碧昂丝合作。尽管受到影评人以及過多的美化中國元素的负面评价，影片还是取得商业上的成功，是马丁迄今为止最成功的电影，在全球共收获1.58亿美元票房。

## 剧情
影片由首席探长查尔斯·德雷福斯（Charles Dreyfus）旁述的法国对阵中国的半决赛足球的倒叙镜头展开。戴着粉红豹钻戒的法国教练伊夫·格鲁昂特（Yves Gluant），亲吻了女朋友——流行乐坛天后仙妮娅（Xania），一阵耳语后递给她一件东西。法国队获胜后，伊夫脖子被毒镖插入而中毒身亡。渴望赢得荣誉勋章的德雷福斯，派白痴警察雅克·克鲁索去调查粉红豹的下落，自己也秘密组建小队暗地里调查案件。他让克鲁索担任案件调查的公众形象，好让媒体的注意力从秘密小队转移到克鲁索身上。德雷福斯让吉尔伯特·庞顿（Gilbert Ponton）单人克鲁索德助手，指示庞顿了解克鲁索的动态。然而，庞顿偏偏跟克鲁索搞好关系，这让德雷福斯对自己下的命令感到懊恼不已。
曾跟仙妮娅有过私情的法国足球运动员毕祖（Bizu），被列入谋杀案的主要嫌疑人，但他却被一名不知名的刺客在球队更衣室里枪杀。在赌场交换信息时，克鲁索碰见英国秘密特工，代号“006”的奈杰尔·伯斯维尔（Nigel Boswell）。伯斯维尔挫败了臭名昭著的“蒙面赌气大盗”在赌场策划的抢劫案后，借助克鲁索的风衣掩盖自己的身份。克鲁索因此意外得到记者的赞扬，并被提名为“荣誉勋章”获奖者，这让德雷福斯更为诅丧。
克鲁索跟着仙妮娅去到纽约，希望从她的口中套出更多情报。然而，尽管庞顿坚称仙妮娅最有可能是凶手，因为格鲁昂特欺骗了她，但克鲁索断定仙妮娅是无辜的。同时，基于杀死格鲁昂特的毒药是中药所衍生的真相，德雷福斯断定凶手是中国特使彭博士。等着接管案件赢得荣誉勋章的格鲁昂特，在克鲁索准备飞回法国时，让手下在机场用一个装满武器的袋子，换掉克鲁索的行李。袋子被装有金属探测器的安检门检出后，克鲁索由于说出“汉堡包”一词时咬字不清而被捕。回国后，媒体开始中伤克鲁索。德雷福斯以“逞英雄”为由剥夺了克鲁索的头衔，并策划在总统府晚会上公开逮捕庞博士，届时仙妮亚将登台。
克鲁索在家里读到报道自己被捕的文章时，注意到一张能解决案件的配图。他用照片推断凶手接下来想杀害仙妮娅，并立马联系了庞顿。两人赶往爱丽舍宫，潜入总统府。尽管德雷福斯已涉嫌双重谋杀罪名，公开逮捕庞博士，但克鲁索和庞顿拯救了将要被尤里刺杀、处在生命危险中的仙妮娅。俄罗斯足球教练尤里相信自己能帮助球队取得成功，但格鲁昂特把所有功劳都放在自己身上。克鲁索解释，法律规定每位国家足球队教练都要有中药的知识（透过插入格鲁昂特脖子的毒镖得出）。尤里杀害毕祖之前，曾利用俄罗斯的军事战术勒索毕祖。克鲁索证实粉红豹钻石并未被盗，只是被缝进仙妮娅钱包的内衬里。戒指是格鲁昂特送给仙妮娅的订婚信物，为此仙妮娅一直保守钻石的秘密，生怕钻石的事情被曝光而危机歌唱生涯。克鲁索被捕时照片中，机场的行李扫描仪照出了钻石。由于格鲁昂特去世前送出钻石，所以仙妮娅是钻石的合法拥有者。
案件被完美解决，克鲁索赢得荣誉勋章。克鲁索典礼后跟庞顿驾车离开时，德雷福斯的外套不慎被车门夹住。克鲁索无视德雷福斯的惨叫声，只顾开车。克鲁索和庞顿随后前往医院探病。克鲁索住院德雷福斯早日康复，却意外启动了德雷福斯病床的制动器。病床在医院里移动，愤怒的德雷福斯高呼克鲁索的名字，一头扎进塞纳河。

## 演员
| 演員                                | 角色                  |
| 史蒂夫·马丁 Steve Martin            | 雅克·克鲁索警长       |
| 凯文·克莱恩 Kevin Kline             | 查尔斯·德雷福斯总探长 |
| 让·雷诺 Jean Reno                   | 吉尔伯托·庞顿宪兵     |
| 艾米莉·莫迪默 Emily Mortimer        | 妮可·杜兰特           |
| 亨利·库彻 Henry Czerny              | 教练尤里              |
| 克莉丝汀·钱诺维斯 Kristin Chenoweth | 切丽（配角）          |
| 罗杰·里斯 Roger Rees                | 拉蒙德·拉洛克         |
| 碧昂丝 Beyoncé Knowles              | 仙妮娅                |
| 傑森·史塔森 Jason Statham           | 伊維斯·克朗特         |
| 史考特·艾金斯 Scott Edward Adkins   | Jacquard / Footballer |

值得注意的是，有人曾提出让成龙饰演克鲁索的男仆卡托·方，但成龙以政治敏感为由拒绝出演，而让吉尔伯特·庞顿代替卡托。
但是情節公開呼籲觀眾放下對於中國的戒心、鼓勵學習中文(其實是廣東話)、宣揚中華文化之美(於賭場大亨對談的骨董橋段)，對照2018年之後的美中對抗，在在顯示電影公司在2000年起的全球化浪潮對於中國市場的重視。

## 制作
史蒂夫·马丁和制片人罗伯特·制片人继《儿女一箩筐》大获成功后，再度在本片中展开合作。本片制作预算为8000万美元，于2004年5月10日开机。

## 发行

### 专业评价
本片评论普遍很差。烂番茄评分为22%，Metacritic为38。这部电影还获得了2006年金酸梅奖的两个奖项，一个是最差前传、重拍、恶搞及续集电影奖，另一个是由克莉斯汀·切诺维斯斩获的“最差女配角”。

### 票房
本片在全美3477家影院以2022萬0412美元的第一票房开画，另在接下来为期四天的总统日假期斩获2086萬3217美元票房。影片于2006年4月16日在美国落画，上映10周共收获8222萬6474美元的票房。在国外，本片收获了7662萬4883美元的票房。总票房收入达1.58亿美元，美国和国外影院分占51.8%和48.2%。本片是《粉红豹》系列重启后票房最高的电影。

### 家庭媒体
本片的家用版于2006年6月13日发布，共售出69萬3588份DVD，总值939萬1182美元。截至目前，本片已卖出157萬9116份DVD，总值2321萬6770美元。

## 音乐
影片上映一个月后，由克里斯托弗·贝克为本片制作的原声带专辑《The Pink Panther》发布。碧昂丝为电影献唱两首歌《我这样的女人》（A Woman Like Me）和《玩美心机》（Check on It），后者是电影的片尾曲。专辑仅收录贝克的原创配乐。

## 续集
电影续集《粉紅豹2：有惡豹》于2009年2月6日上映，史蒂夫·马丁和让·雷诺继续担任克鲁索探长和警察庞顿，但德雷福斯一角由凯文·克莱恩改为约翰·克里斯，碧昂丝没有在本作中回归。影片讲述克鲁索和由世界最优秀警探组成的“梦之队”，抓获盗走都灵裹尸布、教皇戒指和粉红豹钻石的国际窃贼团伙“厄尔尼诺旋风”。电影斩获7594萬6615美元票房。